# Souimanga de Steere
Aethopyga guimarasensis
Espèce
Statut de conservation UICN

LC : Préoccupation mineure
Le Souimanga de Steere (Aethopyga guimarasensis) est une espèce de passereaux appartenant à la famille des Nectariniidae.
Son nom commémore l'ornithologue américain Joseph Beal Steere (1842-1940).

## Répartition et sous-espèces
Cet oiseau est endémique des Visayas (Philippines).
Selon la classification de référence du Congrès ornithologique international (14.2) :
- A. g. guimarasensis (Steere, 1890) — Panay et Guimaras
- A. g. daphaenonota Parkes, 1963 — Negros